# Laida (playa)
La playa de Laida situada en el municipio vizcaíno de Ibarranguelua, País Vasco (España), es una playa con características dunares con arena dorada y dos zonas diferenciadas: una de corrientes y otra de olas, abierta al Mar Cantábrico. Esta zona está situada dentro de la Reserva de la Biosfera de Urdaibai declarada en 1984 por la UNESCO. Existe un órgano administrativo dependiente de la actual Consejería de Medio Ambiente, Planificación Territorial, Agricultura y Pesca, el Patronato de Urdaibai, órgano rector en esta zona protegida.

## Situación
- Latitud 43°23′57,8012″
- Longitud -2°41′6,418″

## Área
- Bajamar: 59.109 m²
- Pleamar: 38.189 m²

## Actividades y servicios
Ofrece multitud de actividades deportivasAlquiler, como windsurf, piragüismo, vela, kayak, pesca,... y desde su orilla se accede a la famosa Ola izquierda de Mundaka, lo que congrega surfistas de todo el mundo.
Ofrece asimismo, buenas instalaciones de duchas, servicios públicos, vestuarios, fuentes, guardabicis, establecimientos hosteleros y un frecuentado camping

## Reconocimientos
Tiene el certificado ISO 9001 e ISO 14001 de calidad y medioambiente respectivamente.

## Antecedentes
Hasta mediados de los años 50, existían las dunas de Laida, cuando debido a una gran tempestad marina desaparecieron. A partir de los años 60, el incremento de la presión humana sobre el litoral, evitó el asentamiento de la vegetación dunar en la playa, lo que incrementó la erosión y la pérdida de arena provocada por la acción mar y del viento. Debido a esto, la Reserva de la Biosfera de Urdaibai, estableció dentro de sus objetivos prioritarios la regeneración y conservación de sus ecosistemas naturales.

## Regeneración de la playaplaya
La playa de Laida, ubicada en la Reserva de la Biosfera de Urdaibai, ha experimentado cambios significativos en su morfología y extensión a lo largo de los años, especialmente tras los temporales de 2014. Durante este período, la playa sufrió una fuerte erosión que resultó en la pérdida de más de 150.000 metros cúbicos de arena de su zona seca, afectando tanto al ecosistema como a las infraestructuras locales.
Para abordar esta situación, las autoridades competentes, incluyendo la Demarcación de Costas, la Diputación Foral de Bizkaia y el Gobierno Vasco, implementaron un plan de regeneración de la playa. Este plan contempló la extracción de 40.000 metros cúbicos de arena de la zona intermareal de Laida, con el objetivo de restaurar la playa seca y proteger las infraestructuras afectadas.
Sin embargo, esta intervención generó preocupación entre la comunidad surfista, especialmente en relación con la ola de Mundaka, reconocida internacionalmente. Los surfistas alertaron sobre el riesgo que corría la ola debido a los movimientos de arena efectuados para regenerar la playa de Laida, ya que cualquier alteración en el ecosistema podría afectar al desarrollo de la ola.
A pesar de las preocupaciones expresadas, las autoridades aseguraron que las medidas adoptadas se basaron en estudios técnicos y ambientales destinados a minimizar el impacto en la ola de Mundaka y en el ecosistema circundante. No obstante, la situación evidenció la necesidad de equilibrar la protección de las infraestructuras y el medio ambiente con la preservación de los recursos naturales y culturales de la zona. A día de hoy la playa no se ha recuperado de las tempestades del año 2014 a pesar de las intervenciones sufridas por las autoridades.
En resumen, la regeneración de la playa de Laida en 2014 fue una respuesta a la erosión sufrida durante los temporales, que buscó restaurar la playa y proteger las infraestructuras locales. No obstante, la intervención suscitó debates sobre su impacto en la ola de Mundaka y en el ecosistema de la Reserva de la Biosfera de Urdaibai, resaltando la importancia de considerar todos los factores involucrados en la gestión costera.